# Возвращение в Мир Смерти
«Возвращение в Мир Смерти» (англ. Return to Deathworld) — роман российского писателя-фантаста Анта Скаландиса, написанный в 1998 году в формальном[уточнить] соавторстве с Гарри Гаррисоном, продолжает серию «Мир смерти» о приключениях Язона дин Альта.

## Сюжет
Действие романа происходит спустя несколько лет после событий описанных в рассказе «Линкор в нафталине». На Пирре глобальные изменения. Планета признана полноправным членом Лиги Миров и Керк Пирр занял должность премьера. Язон дин Альт уже не просто профессиональный игрок, а министр экономики, финансов, юстиции, культуры и образования. Пирряне основали новый город Открытый и уже не воюют с населяющей планету живностью.
К Пирру прибывает корабль, на котором находится Риверд Бервик — полномочный представитель Большого Совета в Консорциуме миров Зеленой Ветви, а также представитель Специального Корпуса — с предложением к пиррянам помочь разобраться с приближающимся космическим «объектом 001», который обладает рядом загадочных характеристик и возможно несёт смертельную опасность обитаемой части галактики.
Язон, выторговав для пиррян 82 миллиарда кредов, собирает команду и отправляется исследовать загадочный объект на линкоре «Арго», некогда линкоре «Неуязвимый», расконсервированном пиррянами.

## Издание
Первая публикация романа, написанного на русском языке, состоялась в издательстве «Эксмо» в 1998 году. По информации с официального сайта Гарри Гаррисона, роман не издавался и не планировался к переводу и изданию на английском языке.